# Kumlaån, Östergötland
För andra betydelser, se Kumlaån.
Kumlaån är ett vattendrag i den östra delen av Linköpings kommun. Ån börjar i Hallebysjön på gränsen till Norrköpings kommun och rinner västerut och norrut mot Roxen. Den passerar nära förbi tätorten Gistad. Vid Gärstad söder om Gistad ansluter ett större biflöde från Södra och Norra Teden, vilket längs vägen dit passerat Örtomta och Ekenäs slott. Kumla är en gård nära ån vid Gistad.
Kumlaåns fallhöjd är 27 meter.